# Sövényházy Ferenc
Sövényházy Ferenc (Ipolyság, 1899. október 5. – Szeged, 1980. november 23.) magyar jogi szakíró, egyetemi oktató, Sándor Judit férje.

## Életútja, munkássága
Államtudományi és jogtudományi doktorátust a Pázmány Péter Tudományegyetemen szerzett  1924 és 1925-ben. Közben az első világháborúban 1917-18-ban katona volt és 1921-22-ben a budapesti egyetemen közgazdaságtudományt tanult. 1929-ben bírói és ügyvédi szakvizsgát tett. 1923-29-ben a Pestvidéki Törvényszéken joggyakornok, utána bírósági jegyző, 1929-32-ben igazságügymininisztériumi titkár. 1933-34-ben ösztöndíjas volt az Egyesült Királyságban. Egyetemi magántanári képesítést szerzett 1938-ban. 1940-től Kolozsváron a Ferenc József Tudományegyetem nyilvános rendes tanára; magánjogot, kereskedelmi és váltójogot a világháború után, a Bolyai Tudományegyetemen is előadott. 1945–46-ban munkásszármazású gazdasági vezetők számára tartott közigazgatási, magánjogi és vállalatgazdasági előadásokat. 1948-ban, mint magyar állampolgárnak, munkaszerződését nem újították meg, ekkor visszatért Szegedre.
Szegeden a Kereskedelmi és Váltójogi Tanszéken egyetemi tanárnak nevezték ki, de állását nem foglalhatta el, 1951-ben kényszer-nyugdíjazták.  Hogy családját eltartsa, vállalt különböző munkákat, bérelszámoló, technikus, adminisztrátor, később könyvtáros és éjjeliőr volt. Az 1956-os forradalom idején éppen a Délmagyarországi Áramszolgáltató Vállalatnál dolgozott, s beválasztották a munkástanácsba. Ez tovább lehetetlenítette a szakmájában való elhelyezkedést, a továbbiakban csak fizikai munkakört vállalhatott. Halála után, 1990-ben rehabilitálták.

## Kutatási területe
A kereskedelmi jog különböző kérdései. Francia, német, belga kereskedelmi társaságok jogköre és az angol részvényjog.

## Publikációi
Szakfolyóiratokban, Budapesten és Szegeden megjelent tanulmányai:
- Megjegyzések dr. Kuncz Ödönnek a korlátolt felelősségű társaságokról szóló törvénytervezetéhez. Kereskedelmi Jog, 1927
- A francia korlátolt felelősségű társaság. Jogállam, 1927
- Belga reformtörekvések a kereskedelmi társasági jogban a világháború után. Polgári Jog, 1927
- A francia részvényjogi reform iránya. Kereskedelmi jog, 1934
- Az angol részvénytársaságok felülvizsgálói (auditorai). M. Könyvviteli F. 1934
- Az új bankjogok irányelvei. Budapest, 1936. 21 p.
- A részvénytársaság felügyelőbizottsága és a hites könyvvizsgálat. Budapest, 1938
- Az állami vállalatok szervezete (Szeged, 1949)
- Az angol részvényjog fejlődése (Szeged, 1963)

Kolozsvári évei alatt (részben különlenyomatként) megjelent szakmunkái:
- Az építő takaréküzlet szabályozása (Kolozsvár, 1941)
- Jogalkotás és gazdasági élet (Kolozsvár, 1942)
- A részvénytársaság és a korlátozott felelősségű társaság az új olasz alkotmányban (Kolozsvár, 1943. 79 p.)
- A jogrendszerről és az újabb jogalkotásról (Kolozsvár, 1944)